# Tetrameristaceae
Tetrameristaceae — родина квіткових рослин. Родина складається з п'яти видів дерев і кущів у трьох родах:

## Роди
Роди:
- Pelliciera — 2 види — в Центральній і пн. Південній Америці
- Pentamerista — 1 вид — Північна Бразилія, Колумбія, Венесуела
- Tetramerista — 1 вид — в Південно-Східній Азії (Борнео, Джава, Малая, Філіппіни, Суматра)

Система APG II відносить цю родину до порядку Ericales. У системі APG III рід Pelliciera, який раніше розглядався як окрема родина Pellicieraceae, включений до Tetrameristaceae.